# Paweł Kubisz
Paweł Kubisz (ur. 12 maja 1907 w Końskiej, zm. 19 sierpnia 1968 w Czeskim Cieszynie) – polski literat, publicysta, polityk i działacz społeczny na Zaolziu i Śląsku Cieszyńskim.

## Życiorys
Urodził się w Końskiej w środowisku robotniczym, w polskiej rodzinie Pawła i Anny z domu Krehut. Po ukończeniu szkoły wydziałowej w Cieszynie uczęszczał do seminarium nauczycielskiego w Bobrku koło Cieszyna i w Ostrzeszowie. Ponieważ niektóre wiersze, opublikowane w polskiej prasie, ośmieszały tamtejszych profesorów zmuszony został do opuszczenia szkoły. Po powrocie na Zaolzie kształcił się jako samouk i utrzymywał kontakty z profesorem gimnazjum, poetą Stanisławem Czernikem. Wielki wpływ miała na niego lektura dzieł Stefana Żeromskiego i Juliana Tuwima. W roku 1927 za kolportaż wydawanej przez irredentystów słowackich literatury został przez władze czeskie osadzony na 13 miesięcy w więzieniu w Ołomuńcu, gdzie zachorował na gruźlicę. Po zwolnieniu zajął się pracą dziennikarską. Związał się „Dziennikiem Polskim”, jedynym pismem codziennym mniejszości polskiej w Czechosłowacji. Po wybuchu II wojny światowej został w 1940 aresztowany i osadzony w więzieniu w Cieszynie. Po zwolnieniu przedostał się do Generalnej Guberni. Tam nawiązał łączność z podziemnym ruchem ludowym i jego prasą konspiracyjną (pismem „Wieś”, czasopismami „Odra-Nysa”, „Dziennik Powszechny”). W 1944 został ponownie aresztowany i osadzony w więzieniu na Montelupich w Krakowie.
Po wojnie powrócił w rodzinne strony. Brał udział w organizowaniu polskiego życia literackiego, z biegiem czasu jednak ograniczył się do pracy na Śląsku Cieszyńskim. Pod koniec 1949 roku został redaktorem naczelnym miesięcznika „Zwrot”, wydawanego przez Zarząd Główny Polskiego Związku Kulturalno-oświatowego w Czechosłowacji oraz przewodniczącym Sekcji Literacko-Artystycznej przy tymże związku. W 1959 został z powodów politycznych usunięty z zajmowanych stanowisk, a nawet pozbawiony członkostwa w PZKO. W 1959 podjął pracę jako robotnik w hucie trzynieckiej. Po wypadku drogowym przeszedł na rentę inwalidzką. Nie mając możności ogłoszenia czegokolwiek pozostał na uboczu życia literackiego. W 1968 ZG PZKO postanowił go zrehabilitować i przywrócić do praw członkowskich, co nastąpiło po śmierci Kubisza. Zmarł nagle 19 sierpnia 1968 w Czeskim Cieszynie na zawał serca, a jego śmierć w przeddzień interwencji wojsk Układu Warszawskiego w Czechosłowacji zmieniającej się w wyniku Praskiej Wiosny dla wielu Polaków z Zaolzia nabrała niemalże symbolicznego znaczenia. Z żoną Walerią z Kraiczków miał syna Pawła i córkę Annę.

## Twórczość
Paweł Kubisz jest określany jako poeta buntu, gniewu i rozterki, po części z charakteru oraz z  doświadczeń życiowych. Z biegiem lat negatywne doświadczenia narastały, przez co stawał się coraz bardziej podejrzliwy i osamotniony. W swej twórczości w sposób sugestywny przedstawił społeczny i narodowy ucisk ludności Śląska Cieszyńskiego od czasów pańszczyźnianych po współczesność. Utwory częściowo pisane gwarą śląską są pełne gniewu i buntowniczego protestu przeciw krzywdzie i uciemiężeniu jednostki.

## Wybrane publikacje
- Kajdany i róże (Frysztat 1927) – tomik poezji
- Przednówek (Czeski Cieszyn 1937, Łódź 1946) – zbiór wierszy
- Pod Godulą w skałach skryte (Czeski Cieszyn 1948) – arkusz poetycki
- Opowieść wydziedziczonych (Czeski Cieszyn 1949) – dramat poetycki
- Rapsod o Oszeldzie (Czeski Cieszyn 1953) – poemat
- Zaszuwierzóny świat (Ostrawa 1972) – zbiór opowiadań i legend
- Aria z zaplutej trumny (niedokończona i niepublikowana)